# Большой Тимор

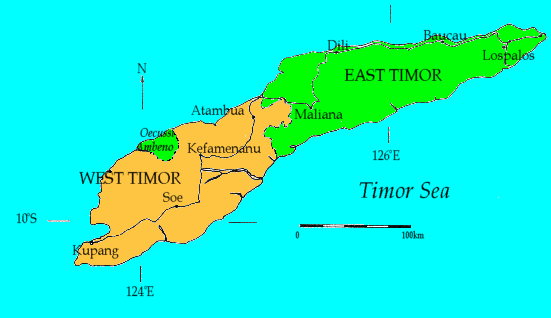
Политическая карта Тимора.

Большой Тимо́р — политическая концепция, предполагающая создание единого суверенного государства на всей территории острова Тимор, который на протяжении столетий разделен в политико-географическом плане: западная часть острова, входившая в колониальный период в состав Нидерландской Ост-Индии, ныне входит в состав Индонезии; восточная, бывшая португальским владением, образует территорию государства Восточный Тимор.
Имеет под собой ирредентистскую основу, поскольку большинство населения обеих частей острова исторически составляют представители одного и того же народа — тетумов и атониев. Носит маргинальный характер: ни в какие периоды не пользовалась сколь либо заметной общественной поддержкой и категорически отвергается на официальном уровне как в Индонезии, так и на Восточном Тиморе.

## История явления
Сторонники идеи апеллируют к доколониальному прошлому острова, а именно к существованию там к моменту прихода португальцев и голландцев княжества Веали, владения которого включали значительную часть и западного, и восточного Тимора. Центр княжества находился на территории нынешнего Западного Тимора, однако правящие круги принадлежали к тетумской этногруппе белу, большая часть которой проживает на восточной части острова. Предположительно, Веали достаточно долго было наиболее значимым государственным образованием Тимора, а другие местные княжества были его вассалами или данниками.
Политический раздел острова — почти ровно пополам — между Нидерландской и Португальской колониальными империями фактически произошел уже в начале XVIII века, однако граница между нидерландскими владениями на западе и португальскими на востоке долгое время оставалась спорной. Ее делимитация была предметом трех межгосударственных соглашений, подписанных в 1851, 1854 и 1859 годах, однако окончательное решение пограничного вопроса было достигнуто только в 1914 году при привлечении Гаагского третейского суда. Фактическое объединение острова произошло во время Второй Мировой войны, когда под японской оккупацией оказались обе его части. В период оккупации произошло определенное сближение западно- и восточнотиморских элит, в том числе за счет заключения браков между их представителями, которые нередко поощрялись японцами. Так, служивший на острове сотрудник Кэмпэйтай Тору Маэда, после войны ставший достаточно известным японским поэтом, сыграл ключевую роль в заключении брака между отпрысками знатных семейств Дона Жоакима да Кошта из Оссу и Най-Бути в Атамбуа.
В 1974—1975 годах — в последние месяцы португальского колониального господства и в первые недели независимости Восточного Тимора — местная политическая организация «АПОДЕТИ» выступала в пользу объединения острова за счет присоединения его восточной части к  Индонезии. Эта идея нашла отражение в первоначальной португальской версии Декларации Балибо, в которой подписавшие её стороны сетовали на раздельное существование с «индонезийским народом Тимора» в результате разграничения острова колонизаторами.
Восточный Тимор был захвачен и оккупирован Индонезией в 1975 году и через год официально аннексирован ею в статусе  провинции. Аннексия осталась непризнанной мировым сообществом, а восточнотиморские сторонники независимости развернули партизанскую войну. В 1999 году власти Индонезии согласились на проведение референдума по самоопределению этой территории, по итогам которого большинство восточнотиморцев высказались в пользу восстановления государственной независимости. Поэтапный процесс создания государственных институтов, проходивший под контролем ООН, завершился провозглашением независимости Восточного Тимора в мае 2002 года. Суверенизация этой территории вызвала весьма негативную реакцию со стороны значительной части индонезийского общества — в том числе из-за опасений, что она может подвигнуть и население Западного Тимора к отделению от Индонезии с целью объединения с восточными соседями. Этого, однако не произошло, поскольку популярность идеи Большого Тимора среди индонезийских тетумов оказалась весьма небольшой .
Со своей стороны, власти Восточного Тимора последовательно отрицают какие-либо претензии на Западный Тимор. И Индонезия, и Восточный Тимор официально признают территориальную целостность друг друга в границах, унаследованных с колониальных времен.